# メトインヴェスト
メトインヴェスト（ウクライナ語: Метінве́ст＝メティンヴェスト、英語: Metinvest）は、ウクライナの垂直統合された鉄鋼および鉱業会社のグループで、鉄鉱石や石炭の採掘と加工から鉄鋼半製品および完成品の製造と販売までのバリュー・チェーンのすべてをリンクして、管理している。2006年6月6日、オリガルヒのリナト・アフメトフが所有するSCM持株会社によって設立された。ウクライナ国内市場では、鉄鉱石市場の50％、コークス市場の46％、金属製品市場の40％を支配している。

## 配下の企業
メトインヴェストはウクライナ、ヨーロッパ、米国で、冶金（製鉄など）・鉱業・物流・商事などの分野で業務を展開している。鉄鋼製造会社では、最大級のイリイチ製鉄所（Illich Steel and Iron Works）、アゾフスタリ製鉄所などがある。

## 参照項目
- ウクライナの経済 (Economy of Ukraine)